# Bellezze a Capri
Bellezze a Capri («Bellezas en Capri» en italiano) es una película de comedia italiana de 1951 dirigida por Adelchi Bianchi y Luigi Capuano y protagonizada por Nando Bruno, Ave Ninchi y Tamara Lees.

## Argumento
Existe una antigua rivalidad entre Don Violante, párroco de Anacapri, un sacerdote a la antigua, y Don Camillo, párroco de Capri, un sacerdote con ideas modernas. Cuando Gennaro, el joven organista y protegido de Don Camillo, se enamora de Clelia, la sobrina de Don Violante, su relación sentimental agudiza el conflicto.

## Reparto
- Nando Bruno como Don Violante.
- Ave Ninchi como Cornelia.
- Tamara Lees como Concetta.
- Anna Bianchi como Clelia.
- Armando Francioli como Gennaro.
- Lauro Gazzolo como Don Camillo.
- Aroldo Tieri como Zalasky.
- Alberto Sorrentino como Pasquale.
- Anna Arena como Assunta.
- Carlo Delle Piane como Peppino.
- Mario Carotenuto como el director de 'Dancing'.
- Virgilio Riento como el mariscal.
- Michele Malaspina como Procolo.
- Pamela Palma como la bailarina.
- Augusto Gamucci como el bailarín.
- Carlo Romano como Vittorio.
- Marco Tulli como el maestro de buceo.
- Oscar Andriani como el obispo.
- Roberta Bianchi como la niña.
- Guido Riccioli
- Vanda Carr
- Giovanna Mazzotti
- Rita Andreana
- Giorgio Consolini como Cantanto.
- Franco Carli como Cantanto.